# Apatura
Genre
Apatura est un genre de lépidoptères (papillons) appelés Mars en français (emperors en anglais), appartenant à la famille des Nymphalidae et à la sous-famille des Apaturinae.

## Systématique
Le genre Apatura a été décrit par l'entomologiste danois Johan Christian Fabricius en 1807,. L'espèce type pour le genre est Papilio iris Linnaeus, 1758.
Synonymie :
- Potamis Hübner, [1806] — nom rejeté
- Aeola Billberg, 1820[3]
- Apaturia Sodoffsky, 1837[4] — émendation injustifiée
- Mars Girard, 1866

## Liste des espèces
Liste des espèces :
- Apatura ilia ([Denis & Schiffermüller], 1775) — le Petit mars changeant — de l'Europe de l'Ouest au Japon
- Apatura iris (Linnaeus, 1758) — le Grand mars changeant — de l'Europe de l'Ouest au Japon
- Apatura metis Freyer, 1829 — le Mars danubien — de l'Europe centrale au Japon
- Apatura laverna Leech, 1893 — Chine

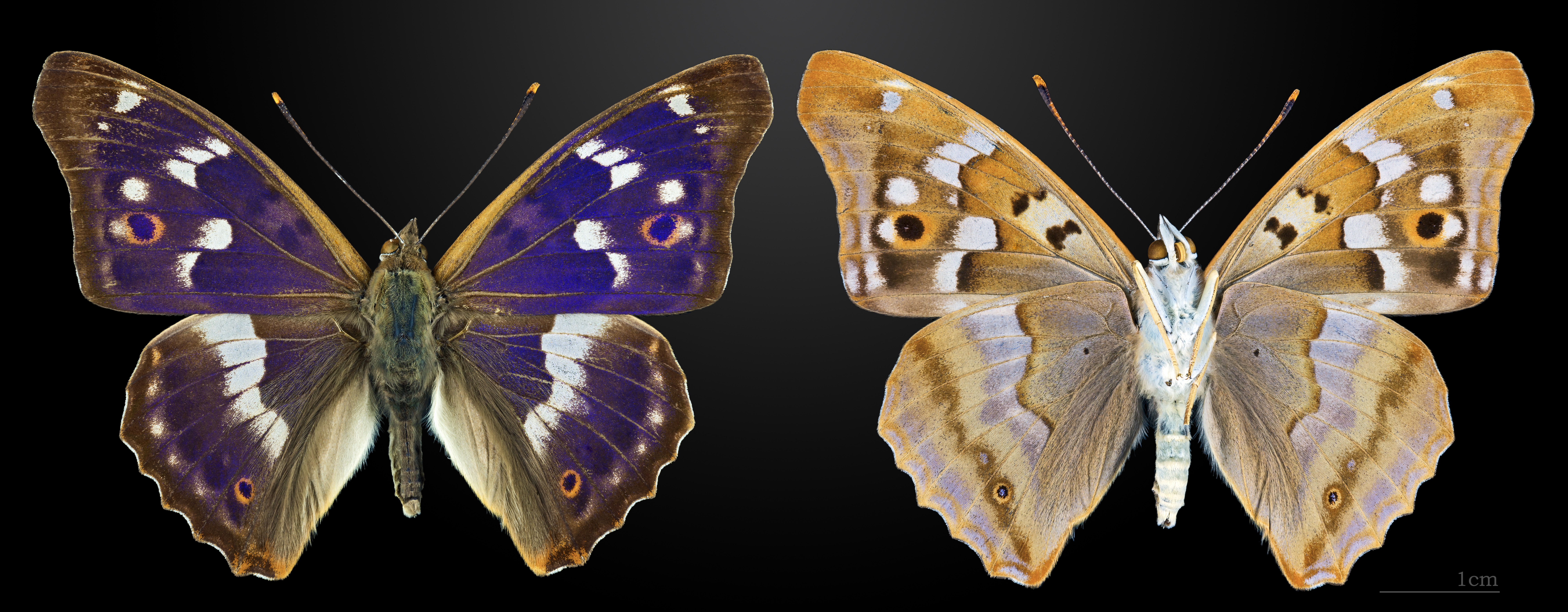
Apatura ilia – coll. MHNT
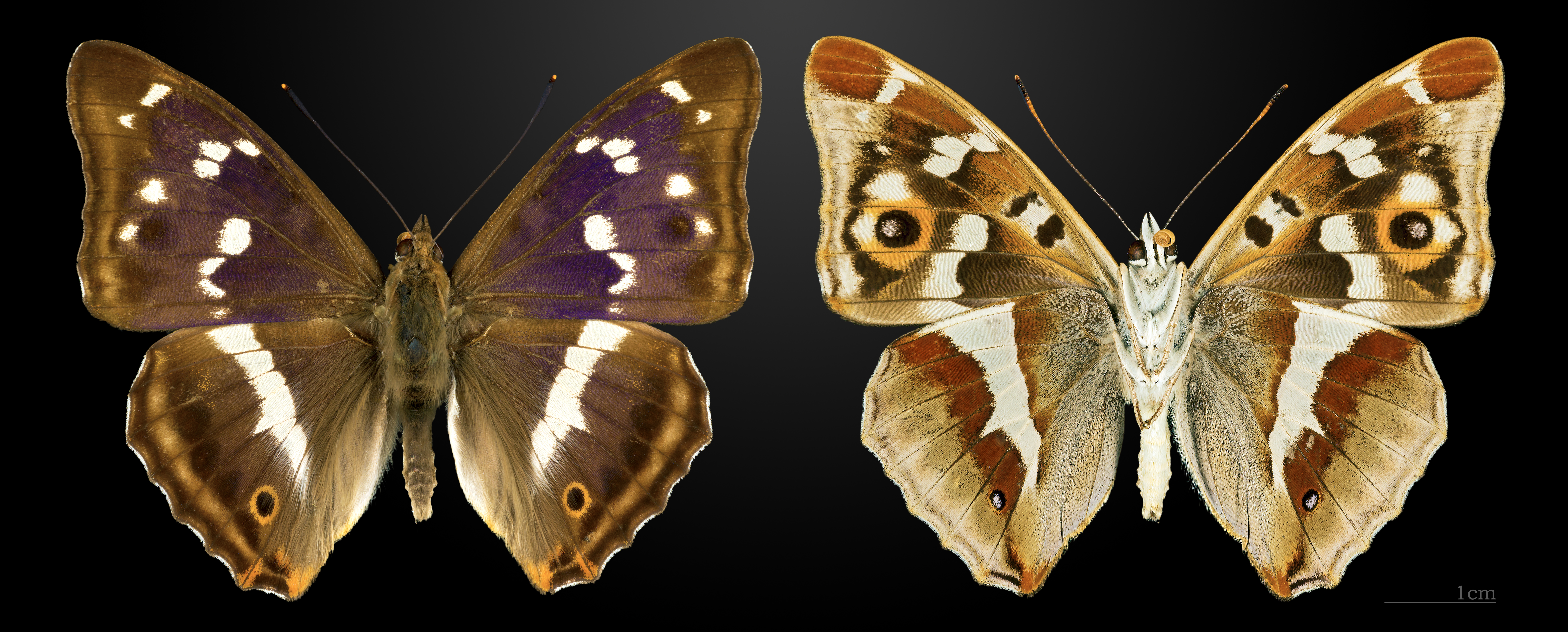
Apatura iris – coll. MHNT

### Espèces européennes
Trois espèces sont présentes en Europe : le Petit mars changeant, le Grand mars changeant et le Mars danubien, tous sylvicoles. Ils ont une plante hôte en commun, Salix alba, et d'autres plantes hôtes dans les genres Salix et Populus.